# Асинип (Алба)
Асинип (рум. Asinip) насеље је у Румунији у округу Алба у општини Лопадеа Ноуа. Oпштина се налази на надморској висини од 343 m.

## Становништво
Према подацима из 2002. године у насељу је живело 156 становника, од којих су сви румунске националности.